# Four-Yorkshiremen-Sketch
Der Four Yorkshiremen-Sketch ist eine Parodie auf nostalgische Unterhaltungen über einfache Abstammung oder schwierige Kindheit. Vier Yorkshiremen sitzen beisammen und tauschen Kindheitserinnerungen aus. Da jeder seinen Vorredner an menschlichem Elend zu übertreffen versucht („Ihr habt alle zusammen in einem Zimmer gewohnt? Was wären wir froh gewesen, wenn wir überhaupt ein Zimmer gehabt hätten!“), steigern sich die Erzählungen immer weiter ins vollkommen Absurde („wir mussten 29 Stunden am Tag arbeiten – und den Fabrikbesitzer noch dafür bezahlen!“) und gipfeln in der Pointe „Wenn man das heute jungen Leuten erzählt – sie werden es nicht glauben“. 
Der Sketch wurde ursprünglich für die 1967 produzierte britische Fernsehserie At Last the 1948 Show geschrieben, wobei alle vier Autoren und Darsteller der Show daran mitwirkten: John Cleese, Graham Chapman, Tim Brooke-Taylor, und Marty Feldman. Die Uraufführung des Sketches durch die vier Erfinder ist einer der wenigen noch erhaltenen Sketche aus dem Programm und konnte zuletzt auf der At Last the 1948 Show DVD gesehen werden.
Der Four Yorkshiremen-Sketch wurde von Monty Python während ihrer Live-Shows Live at Drury Lane (1974, kein Videomitschnitt erhältlich) und Live at the Hollywood Bowl (1982) aufgeführt, wobei jede Darbietung sich inhaltlich leicht von der anderen unterscheidet. Der Sketch wurde auch von drei Pythons (John Cleese, Michael Palin, Terry Jones) und Rowan Atkinson für The Secret Policeman's Ball, die 1979er Amnesty International Benefizgala, aufgeführt. 
In einer bewussten Ehrung der Aufführung in der 1979er Amnesty-Show wurde der Sketch für die Amnesty-Show 2001 We Know Where You Live, Live erneut aufgeführt – zu diesem Anlass von Eddie Izzard, Harry Enfield, Alan Rickman und Vic Reeves.
Wegen der vielen Python-Aufführungen und der relativen Unbekanntheit der Show At Last The 1948 Show wird der Four Yorkshiremen-Sketch oft für einen originalen Monty Python’s Flying Circus-Sketch gehalten.